# Contea di Greene (Virginia)
La contea di Greene (in inglese Greene County ) è una contea dello Stato della Virginia, negli Stati Uniti. La popolazione al censimento del 2000 era di 15 244 abitanti. Il capoluogo di contea è Stanardsville.